# Plateau du Kelval
Pour les articles homonymes, voir Kerval.
Le plateau du Kelval, ou de Kelval, du Malagache "Kely vala" qui veut dire "petit enclos."
À la suite d'une erreur de l'IGN sur sa carte TOP 25 édition 2002 une mauvaise orthographe peut encore circuler : Kerval.  Cette erreur a été corrigée depuis par l'IGN.
C'est un plateau de l'île de La Réunion, département d'outre-mer français dans le sud-ouest de l'océan Indien. Partie du massif du Piton des Neiges, il est situé dans le sud-est du cirque naturel de Mafate, au pied du Gros Morne. Ce faisant, il relève du territoire communal de Saint-Paul, fait partie des Hauts et est protégé par le parc national de La Réunion. Depuis Marla, il faut 1H pour y accéder à pied à 1 770 m d'altitude.